# Eucaterva labesaria
Eucaterva labesaria là một loài bướm đêm trong họ Geometridae.